# Лосос, Джонатан
Джонатан Лосос (англ. Jonathan B. Losos; род. 7 декабря 1961, Сент-Луис, Миссури) — американский биолог, эволюционный биолог и герпетолог, эколог и специалист по биоразнообразию. Доктор философии, профессор Гарвардского университета и куратор Музея сравнительной зоологии при нём, член Национальной АН США (2018) и Американского философского общества (2024).

## Биография
Окончил Гарвардский университет (бакалавр биологии), где учился в 1980—1984 гг. Степень доктора философии по зоологии получил в Калифорнийском университете в Беркли, занимавшись там в 1984—1989 гг. С 1987 г. также работал в последнем, а с 1990 по 1992 год постдок в Калифорнийском университете в Дейвисе.
С 1992 по 2005 год в Университете Вашингтона: ассистент-профессор, с 1997 года ассоциированный профессор, с 2001 года профессор. С 2000 по 2003 год там же директор Tyson Research Center.
С 2006 года именной профессор Гарвардского университета и куратор по герпетологии Музея сравнительной зоологии при нём.
Редактор American Naturalist (с 2002).
Феллоу Американской академии искусств и наук (2012), Американской ассоциации содействия развитию науки (2005).
Автор около 125 научных статей, в частности более десятка в Nature и Science.
Шеф-редактор The Princeton Guide to Evolution.

## Награды и отличия
- Theodosius Dobzhansky Prize, Society for the Study of Evolution[англ.] (1991)
- Фелло по науке и инженерии David and Lucile Packard Foundation[англ.] (1994—1999)
- David Starr Jordan Prize (1998)
- Innovation Award, Academy of Science, St. Louis[англ.] (2001)
- Special Recognition for Excellence in Mentoring Университета Вашингтона (2003, 2004)
- Стипендия Гуггенхайма (2005)
- Edward Osborne Wilson Naturalist Award, American Society of Naturalists[англ.] (2009)
- Daniel Giraud Elliot Medal НАН США (2012)
- Sewall Wright Award[англ.] (2019)
- NCSE Friend of Darwin Award (2024)